# Angoual Bayi
Angoual Bayi (auch: Oungoual Bayi) ist ein Stadtviertel von Agadez in Niger.
Angoual Bayi ist eines der elf historischen Stadtviertel der zum UNESCO-Welterbe zählenden Altstadt von Agadez, in deren Süden es liegt. Die angrenzenden Altstadtviertel sind Hougbéry im Nordwesten, Agar Garin Saka im Nordosten, Oumourdan Nafala im Osten und Katanga im Westen.
Historisch war Angoual Bayi ein Sklaven-Lager. Die Bevölkerung untersteht dem Gonto von Angoual Bayi, einem traditionellen Ortsvorsteher, der als Mittelsmann zwischen dem Sultan von Agadez und den Einwohnern auftritt.
Die alljährliche Feier von Mouloud zu Ehren des Propheten Mohammed wird in Agadez nach einem gleichbleibenden Schema an verschiedenen Orten begangen. Die Larabawa-Moschee in Angoual Bayi ist dabei eine der Moscheen, in der die Feierlichkeiten am Abend des ersten Tages von Mouloud begonnen werden.
Bei der Volkszählung 2012 hatte Angoual Bayi 1619 Einwohner, die in 247 Haushalten lebten. Bei der Volkszählung 2001 betrug die Einwohnerzahl 1063 in 170 Haushalten und bei der Volkszählung 1988 belief sich die Einwohnerzahl auf 1213 in 187 Haushalten.